# Liste der Einträge im National Register of Historic Places im Jefferson County (Wisconsin)

Lage des Jefferson County in Wisconsin

Die Liste der Einträge im National Register of Historic Places im Jefferson County  in Wisconsin führt alle Bauwerke und historischen Stätten im Jefferson County auf, die in das National Register of Historic Places aufgenommen wurden.

## Legende
| NRHP | Historic Place    |
| HD   | Historic District |
| NHL  | Historic District |

## Aktuelle Einträge
| [ 2 ] | Name                                             | Bild                                             | Eintragsdatum        | Lage | Ort                           | Beschreibung |
| ----- | ------------------------------------------------ | ------------------------------------------------ | -------------------- | --- | ----------------------------- | --- |
| 1     | Aztalan                                          | Aztalan                                          | 1966 ID-Nr. 66000022 | WIS 89, im Aztalan State Park 43° 4′ 3″ N, 88° 51′ 40″ W | Town of Aztalan               | Mounds aus der Zeit der Mississippi-Kultur                                                                       |
| 2     | Beals and Torrey Shoe Co. Building               | Beals and Torrey Shoe Co. Building               | 1984 ID-Nr. 84000699 | 100 West Milwaukee Street 43° 11′ 24″ N, 88° 43′ 36″ W | Watertown                     | |
| 3     | Bean Lake Islands Archeological District         |                                                  | 1982 ID-Nr. 82000673 | Adresse nicht veröffentlicht | Lake Mills                    | |
| 4     | Carcajou Point (47 Je 2)                         |                                                  | 1979 ID-Nr. 79000088 | Adresse nicht veröffentlicht | Busseyville                   | |
| 5     | Chicago and Northwest Railroad Passenger Station | Chicago and Northwest Railroad Passenger Station | 1979 ID-Nr. 79000086 | 725 West Main Street 43° 11′ 40″ N, 88° 44′ 5″ W | Watertown                     | |
| 6     | City of Waterloo Carousel                        | City of Waterloo Carousel                        | 1997 ID-Nr. 97000890 | 500 Park Avenue 43° 10′ 49″ N, 88° 59′ 5″ W | Waterloo                      | 2008 durch eine Flutkatastrophe beschädigt; 2011 einer höher gelegenen Stelle wieder aufgebaut                   |
| 7     | Copeland-Ryder Company                           | Copeland-Ryder Company                           | 1989 ID-Nr. 89000233 | 411 Wisconsin Drive 43° 0′ 6″ N, 88° 48′ 46″ W | Jefferson                     | |
| 8     | David W. and Jane Curtis House                   | David W. and Jane Curtis House                   | 2009 ID-Nr. 09000309 | 213 E. Sherman Ave. 42° 55′ 47,5″ N, 88° 50′ 4,3″ W | Fort Atkinson                 | 1885 im Queen Anne Style errichtetes Wohnhaus                                                                    |
| 9     | Crab Apple Point Site                            |                                                  | 1978 ID-Nr. 78000104 | Adresse nicht veröffentlicht | nordöstlich von Edgerton      | |
| 10    | Enterprise Building                              | Enterprise Building                              | 1975 ID-Nr. 75000068 | 125 West Main Street 42° 52′ 40″ N, 88° 35′ 6″ W | Palmyra                       | |
| 11    | Enoch J. Fargo House                             | Enoch J. Fargo House                             | 1982 ID-Nr. 82000674 | 406 Mulberry Street 43° 4′ 53″ N, 88° 54′ 27″ W | Lake Mills                    | |
| 12    | L. D. Fargo Public Library                       | L. D. Fargo Public Library                       | 1982 ID-Nr. 82000675 | 120 East Madison St. 43° 4′ 51″ N, 88° 54′ 38″ W | Lake Mills                    | 1899–1902 im neugotischen Stil errichtetes Wohnhaus                                                              |
| 13    | First Kindergarten                               | First Kindergarten                               | 1972 ID-Nr. 72000055 | 919 Charles Street 43° 11′ 4″ N, 88° 42′ 26″ W | Watertown                     | 1856 von Margarethe Meyer-Schurz eröffneter Kindergarten                                                         |
| 14    | Fort Atkinson Water Tower                        | Fort Atkinson Water Tower                        | 2005 ID-Nr. 05001298 | South High Street Ecke 4th Street 42° 55′ 33″ N, 88° 49′ 58″ W | Fort Atkinson                 | 1901 errichteter Wasserturm                                                                                      |
| 15    | August and Eliza Fuermann Jr. House              | August and Eliza Fuermann Jr. House              | 1989 ID-Nr. 89001002 | 500 South 3rd Street 43° 11′ 28″ N, 88° 43′ 23″ W | Watertown                     | |
| 16    | Haight Creek Mound Group (47-Je-38)              |                                                  | 1985 ID-Nr. 85001751 | Adresse nicht veröffentlicht | Fort Atkinson                 | |
| 17    | Hebron Town Hall                                 | Hebron Town Hall                                 | 2002 ID-Nr. 02001666 | W3087 Green Isle Drive 42° 55′ 31″ N, 88° 41′ 19″ W | Hebron                        | |
| 18    | Highsmith Site                                   |                                                  | 1978 ID-Nr. 78000106 | Adresse nicht veröffentlicht | nordöstlich von Fort Atkinson | |
| 19    | Hoard Mound Group (47JE33)                       |                                                  | 1984 ID-Nr. 84003678 | Adresse nicht veröffentlicht | Fort Atkinson                 | |
| 20    | Hoard's Dairyman Farm                            | Hoard's Dairyman Farm                            | 1978 ID-Nr. 78000105 | WIS 89 42° 56′ 48″ N, 88° 50′ 12″ W | Fort Atkinson                 | 1899 von dem früheren Gouverneur William D. Hoard Farm                                                           |
| 21    | Arthur R. Hoard House                            | Arthur R. Hoard House                            | 1982 ID-Nr. 82001845 | 323 Merchants Avenue 42° 55′ 28″ N, 88° 50′ 7″ W | Fort Atkinson                 | |
| 22    | Jefferson Fire Station                           | Jefferson Fire Station                           | 1984 ID-Nr. 84000695 | 146 East Milwaukee Street 43° 0′ 15″ N, 88° 48′ 22″ W | Jefferson                     | Nach einem Entwurf der Architekten Alexander Kirkland und Adam Spangler im Italianate-Stil errichtete Feuerwache |
| 23    | Jefferson High School                            | Jefferson High School                            | 2001 ID-Nr. 00001643 | 201 South Copeland Avenue 43° 0′ 15″ N, 88° 48′ 45″ W | Jefferson                     | Im neugotischen Stil errichtetes Schulgebäude                                                                    |
| 24    | Jefferson Public Library                         | Jefferson Public Library                         | 1980 ID-Nr. 80000142 | 305 South Main Street 43° 0′ 12″ N, 88° 48′ 27″ W | Jefferson                     | Nach einem Entwurf der Architekten Claude und Starck im Stil der Prairie Houses errichtete Bibliothek            |
| 25    | Jones Dairy Farm                                 | Jones Dairy Farm                                 | 1978 ID-Nr. 78000107 | Jones Avenue 42° 55′ 22″ N, 88° 50′ 45″ W | Fort Atkinson                 | 1889 errichtete Farm                                                                                             |
| 26    | Main Street Commercial Historic District         | Main Street Commercial Historic District         | 1989 ID-Nr. 89000483 | Main Street zwischen North Washington Street und South 7th Street 43° 11′ 40″ N, 88° 43′ 23″ W                                                                                         | Watertown                     | |
| 27    | Main Street Commercial Historic District         | Main Street Commercial Historic District         | 1998 ID-Nr. 97001627 | Abgegrenzt durch Dodge Street, Center Avenue, Mechanic Street und Rock River 43° 0′ 17″ N, 88° 48′ 26″ W                                                                               | Jefferson                     | |
| 28    | Main Street Historic District                    | Main Street Historic District                    | 1984 ID-Nr. 84003683 | Main Street zwischen Sherman Avenue und South 3rd Street 42° 55′ 41″ N, 88° 50′ 15″ W                                                                                                  | Fort Atkinson                 | |
| 29    | Eli May House                                    | Eli May House                                    | 1972 ID-Nr. 72000056 | 407 East Milwaukee Avenue 42° 55′ 37″ N, 88° 49′ 52″ W | Fort Atkinson                 | |
| 30    | Monroe McKenzie House                            | Monroe McKenzie House                            | 1985 ID-Nr. 85001360 | 226 Main Street 42° 52′ 38″ N, 88° 35′ 10″ W | Palmyra                       | |
| 31    | Merchants Avenue Historic District               | Merchants Avenue Historic District               | 1986 ID-Nr. 86001303 | Abgegrenzt durch South 3rd Street, South Milwaukee Avenue, Foster Street, Whitewater Avenue und Merchant Avenue 42° 55′ 27″ N, 88° 50′ 6″ W                                            | Fort Atkinson                 | |
| 32    | North Washington Street Historic District        | North Washington Street Historic District        | 2009 ID-Nr. 09000850 | North Church Street generally zwischen O’Connell Street und North Green Street sowie North Washington Street zwischen O’Connell Street und Elm Street 43° 11′ 50,5″ N, 88° 43′ 43,9″ W | Watertown                     | |
| 33    | Octagon House                                    | Octagon House                                    | 1971 ID-Nr. 71000039 | 919 Charles Street 43° 11′ 5″ N, 88° 42′ 27″ W | Watertown                     | 1854 als Rundscheune errichtetes achteckiges Gebäude                                                             |
| 34    | Panther Intaglio Effigy Mound                    |                                                  | 1970 ID-Nr. 70000035 | Adresse nicht veröffentlicht | Fort Atkinson                 | |
| 35    | Pioneer Aztalan Site                             | Pioneer Aztalan Site                             | 1975 ID-Nr. 75000069 | Kreuzung von County Highway B County Highway Q 43° 4′ 19″ N, 88° 51′ 38″ W | Aztalan                       | |
| 36    | Pitzner Site (47 Je 676)                         |                                                  | 1982 ID-Nr. 82000676 | Adresse nicht veröffentlicht | Jefferson                     | |
| 37    | Puerner Block-Breunig's Brewery                  | Puerner Block-Breunig's Brewery                  | 1984 ID-Nr. 84003687 | 101-115 East Racine Street und 110-112 North Main Street 43° 0′ 18″ N, 88° 49′ 9″ W | Jefferson                     | |
| 38    | Richards Hill Residential Historic District      | Richards Hill Residential Historic District      | 2013 ID-Nr. 13000403 | Abgegrenzt durch Western Avenue, Richards Avenue, Thomas Avenue, Harvey Avenue, Livsey Place und Charles Street 43° 11′ 8″ N, 88° 42′ 33,8″ W                                          | Watertown                     | |
| 39    | Saint Bernard's Church Complex                   | Saint Bernard's Church Complex                   | 2003 ID-Nr. 03001221 | 100 und 108 South Church Street sowie 111 South Montgomery Street 43° 11′ 39″ N, 88° 43′ 44″ W                                                                                         | Watertown                     | 1873 errichteter Komplex aus katholischer Kirche mit Schule und Wohnungen                                        |
| 40    | Richard C. Smith House                           | Richard C. Smith House                           | 1979 ID-Nr. 79000338 | 332 East Linden Street 43° 0′ 8″ N, 88° 48′ 7″ W | Jefferson                     | 1950 nach einem Entwurf des Architekten Frank Lloyd Wright im Usonia-Stil errichtetes Wohnhaus                   |
| 41    | Albert F. Solliday House                         | Albert F. Solliday House                         | 2003 ID-Nr. 03001249 | 114 South Church Street 43° 11′ 38″ N, 88° 43′ 44″ W | Watertown                     | |
| 42    | South Washington Street Historic District        | South Washington Street Historic District        | 2003 ID-Nr. 03001220 | 201-309 South Church Street sowie South Washington Street zwischen Emmet Street und West Street 43° 11′ 30″ N, 88° 43′ 41″ W                                                           | Watertown                     | |
| 43    | St. Paul's Episcopal Church                      | St. Paul's Episcopal Church                      | 1979 ID-Nr. 79000087 | 413 South 2nd Street 43° 11′ 29″ N, 88° 43′ 24″ W | Watertown                     | 1885 errichtete Kirche                                                                                           |
| 44    | St. Wenceslaus Roman Catholic Church             | St. Wenceslaus Roman Catholic Church             | 1975 ID-Nr. 75000070 | Blue Point Road Ecke Island Road 43° 9′ 40″ N, 88° 55′ 16″ W | Waterloo                      | 1863 errichtete katholische Kirche böhmischer Einwanderer                                                        |
| 45    | Telfer Site                                      |                                                  | 2000 ID-Nr. 00000316 | Adresse nicht veröffentlicht | Town of Milford               | |
| 46    | Waterloo Downtown Historic District              | Waterloo Downtown Historic District              | 2000 ID-Nr. 00001360 | Madison Street Ecke Monroe Street 43° 11′ 2″ N, 88° 59′ 25″ W | Waterloo                      | |